# Les Chemins de Malefosse

Les Chemins de Malefosse est une série de bande dessinée historique se déroulant sous le règne d'Henri IV. Créée par le scénariste Daniel Bardet avec le dessinateur et coloriste François Dermaut en 1982 dans Circus, ses albums ont été publiés par Glénat à partir de 1983.
Au début des années 2000, Bardet et Dermaut décident de cesser leur collaboration après le 12e album. Le premier poursuit Les Chemins de Malefosse avec Brice Goepfert (12 albums parus de 2005 à 2016) tandis que le second entame avec Xavier Gelot une série simplement intitulée Malefosse (2 volumes en 2007 et 2009).

## Albums
Les albums ont été publiés chez Glénat, dans la collection « Vécu » à partir du troisième volume.
1. Le Diable noir (1983)
2. L'Attentement (1984)
3. La Vallée de misère (1986)
4. Face de suie (1987)
5. L'Or blanc (1988)
6. Tschäggättä (1991)
7. La Vierge (1993)
8. L'Herbe d'oubli (1995)
9. La Plume de fer (1997)[2]
10. La Main gauche de Dieu (2000)
11. Le Feu sur l'eau (2002)
12. La Part du Diable (2004)
13. Quiconque meurt… (2005)
14. Franc-routier (2006)
15. Margot ! (2007)
16. Sacrale (2007)
17. Les 7 Dormants (2008)
18. Le Téméraire (2009)
19. Rouge feu (2011)
20. Quartus (2012)
21. Plaie d'argent (2013)
22. Fortune vagabonde (2014)
23. Poisons d'Italie (2015)
24. Le dernier secret (2016)

## Personnages
- Gunther : Mercenaire allemand
- Maître Pritz : Mercenaire allemand
- Henri de Navarre : Roi de France
- Dame Jeanne :
- Pernette
- Louvel :
- Face de suie
- Marion

### Documentation
- Henri Filippini, Les Chemins de Malefosse, Issy-les-Moulineaux : Glénat, coll. « Les Cahiers de la bande dessinée présentent », juin 2004.  (ISBN 2-7234-4754-5)
- Patrick Gaumer, « Chemins de Malefosse, Les », dans Dictionnaire mondial de la BD, Paris, Larousse, 2010 (ISBN 9782035843319), p. 174.
- Henri Filippini, « Les Chemins de Malefosse », dans Dictionnaire de la bande dessinée, Bordas, 2005 (ISBN 9782047299708), p. 144.